# Arnolf von Kärnten

Siegel Arnolfs: links um 890, rechts um 896

Arnolf von Kärnten (auch Arnulf, Arnold; * um 850; † 8. Dezember 899 in Regensburg) aus dem Adelsgeschlecht der Karolinger war ab 887 König des Ostfrankenreiches und von 896 bis 899 römischer Kaiser.
Arnolfs Vorgänger Karl III. („der Dicke“) vereinte für kurze Zeit alle drei Teilreiche und damit das Reich Karls des Großen unter seiner Herrschaft. Angesichts der sich abzeichnenden Regierungsunfähigkeit Karls konnte ihn Arnolf mit Hilfe der Bayern, Franken, Sachsen, Thüringer und Alemannen stürzen und selbst die Königswürde übernehmen. Arnolf beschränkte sich auf das Ostreich seines Großvaters, Ludwigs des Deutschen, während in den übrigen Teilen des Frankenreiches andere Große die Königswürde beanspruchten. Ab 888 konnte Arnolf seine Herrschaft über Lothringen wie auch Reichsitalien festigen. Mit seinem Sieg an der Dijle bei Löwen 891 fanden die Normannenüberfälle auf das Ostfrankenreich ein Ende. Die dadurch im Norden erreichte Stabilität förderte den Aufstieg der Liudolfinger, die wenige Jahrzehnte später die Königsfamilie im Reich stellten. Arnolfs Pakt mit den Ungarn, die im 10. Jahrhundert zur größten Bedrohung für das Ostfrankenreich werden sollten, verdüsterte sein Bild in der Nachwelt. In Rom ließ sich Arnolf 896 zum Kaiser krönen. Zu seiner Zeit erreichte Regensburg den Höhepunkt seiner Bedeutung als Herrschaftszentrum im Ostfrankenreich.

## Leben

### Herkunft

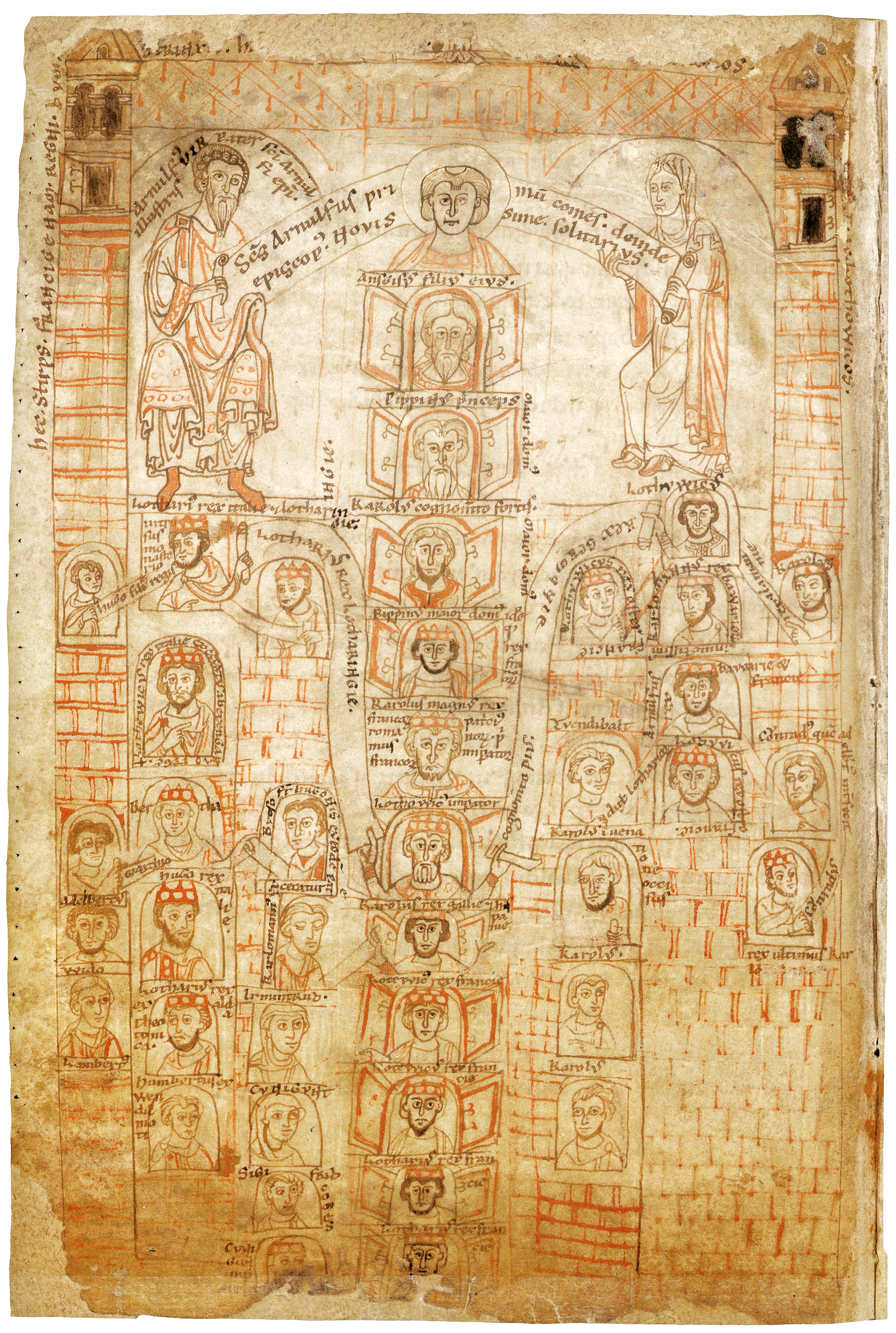
Stammtafel der Karolinger aus der zweiten Hälfte des 12. Jahrhunderts. Ekkehard von Aura, Chronicon universale, Berlin, Staatsbibliothek, Ms. lat. fol. 295, fol. 80v

Arnolf entstammte dem Geschlecht der Karolinger, die seit 751 die fränkische Königswürde innehatten. Er war ein außerehelicher Sohn des ostfränkischen Königs Karlmann mit einer Adligen namens Liutswind, deren Herkunft ungewiss ist. Damit war er ein Ururenkel Karls des Großen und Enkel Ludwigs des Deutschen. Seine Mutter ist bei Regino von Prüm und Notker I. als „nobilissima femina“ (hochedle Frau) bezeugt, was in der Forschung zu einer Einordnung bei den Luitpoldingern geführt hat. Man hat sie aber auch den Ebersbergern und Sighardingern zugeordnet. Später wandte sich Karlmann von Liutswind ab; vor 861 heiratete er eine namentlich unbekannte Tochter des Markgrafen Ernst. Diese Ehe blieb kinderlos.
Nach Brigitte Kasten war eine uneheliche Abkunft in der Karolingerzeit nicht von Nachteil und kein Ausschlusskriterium für die Königsherrschaft. Das „Rechtsargument der Illegitimität“ sei bei der Herrschaftsnachfolge „weniger eine Generationen übergreifende Normbildung als in erster Linie eine variabel gehandhabte Strategie des Machterhalts“ gewesen. Nach einer neueren Forschungsmeinung beruhte die monarchische Autorität eines unehelich geborenen Herrschers weniger auf seiner väterlichen Abstammung als auf seiner Fähigkeit, sich in die Adelsgesellschaft zu integrieren. Bei den Geschichtsschreibern trat Arnolfs uneheliche Geburt in den Hintergrund. Dagegen versucht Matthias Becher nachzuweisen, dass Arnolf ehelich geboren war. Er vermutet, „dass Arnulf vielleicht nur zu einem Zeitpunkt geboren wurde, zu dem Ludwig der Deutsche als Vater Karlmanns dessen Ehe mit der Tochter des aufständischen Markgrafen Ernst nicht anerkannt hatte – vielleicht auch nur rückwirkend“.
Ludwig der Deutsche schickte 856 seinen Sohn Karlmann in die bairischen Marken, um diese wichtige Region unter seine Kontrolle zu bringen. Karlmann betrieb jedoch eine so eigenständige Politik, dass Ludwig dies als Aufstand auffasste. Eigenmächtig schloss Karlmann 858 Frieden mit dem von den Ostfranken seit Jahren bekämpften Rastislav von Mähren. Die folgenden Jahre waren von Rebellion und Ausgleich zwischen Vater und Sohn geprägt. Erst 865 söhnte sich Ludwig dauerhaft mit Karlmann aus. Nach Ludwigs Tod erhielt Karlmann 876 Bayern, Pannonien und Karantanien sowie die Reiche der Slawen, worauf er vermutlich im selben Jahr seinem Sohn Arnolf einen Herrschaftsraum in Karantanien und Pannonien zuwies. Ein wichtiges Herrschaftszentrum dieses Areals war Regino von Prüm und anderen zeitgenössischen Quellen zufolge die Königspfalz „Mosaburg“. Diese lag vermutlich im heutigen Zalavár in Südwest-Ungarn, dem Hauptort des Plattensee-Fürstentums, wo in diesen Jahren ein steinernes Palastgebäude entstand. Daneben wurde die „Mosaburg“ Arnolfs aber auch häufig mit der Arnulfsfeste in der Kärntener Gemeinde Moosburg identifiziert und diese darüber hinaus als möglicher Geburtsort Arnolfs diskutiert. Heinz Dopsch vermutet jedoch angesichts der bayerischen Herkunft von Arnolfs Mutter, dass er wohl eher in Bayern, vielleicht in Regensburg geboren wurde.

### Entmachtung Karls III. und Königserhebung Arnolfs
Die Herrschaftszeit Ludwigs des Deutschen war mit 50 Jahren ungewöhnlich lang. Dies hatte zur Folge, dass seine Söhne erst in relativ hohem Alter an die Macht kamen. Mit seinem Tod setzte 876 eine rasche Folge von Herrscherwechseln im Ostreich ein. Ähnlich wie im Westreich reduzierte sich durch mehrere unerwartete Todesfälle die Anzahl der karolingischen Könige und Königssöhne. Die älteren Söhne Ludwigs des Deutschen, Karlmann und Ludwig der Jüngere, starben bereits 880 bzw. 882. Ludwig der Jüngere hatte zuvor schon seine beiden Söhne Ludwig († 879) und Hugo († 880) verloren. Dadurch konnte Karl III. „der Dicke“, der jüngste Sohn Ludwigs des Deutschen, für kurze Zeit alle drei Teilreiche und damit noch einmal das gesamte Frankenreich unter seiner Herrschaft vereinen. Die raschen Herrscherwechsel sowie Karls lange Aufenthalte in Italien und im Westreich beeinträchtigten aus der Sicht der ostfränkischen Großen die Kontinuität der Herrschaftsausübung im Osten. Karls Ehe mit der Alemannin Richgardis blieb kinderlos, so dass mit Arnolf und Bernhard aus der Linie Ludwigs des Deutschen nur zwei uneheliche Königssöhne verblieben. Karl sah offenbar strikt von einer Favorisierung Arnolfs als Nachfolger ab, da er ihn in keiner seiner Urkunden erwähnte. Im Mai 887 adoptierte er den höchstens sechsjährigen Ludwig, den Sohn des im Januar verstorbenen Boso von der Provence. Damals litt er schon seit einiger Zeit unter heftigen Krankheitsattacken und zunehmendem Siechtum. Er ahnte offenbar, dass er nicht mehr lange zu leben hatte, denn ab etwa 885 finden sich in seinen Diplomen in auffälliger Form zahlreiche Bestimmungen für sein Seelengedächtnis. Die Krankheit, die Bedrohungen durch Normannen, Slawen und Mährer sowie die ungelöste Nachfolgefrage erschütterten Karls Autorität im Reich.
Als im November 887 in Tribur eine Reichsversammlung zusammentreten sollte, war Karls Regierungsunfähigkeit den Großen bereits deutlich geworden. Sie blieben der Versammlung fern und verweigerten damit ihre Zustimmung. Ein Boykott solchen Ausmaßes kam einer Herrscherverlassung – der faktischen Aufkündigung der Loyalität – gleich. Den Grund dafür sieht man traditionell in der gängigen Einschätzung Karls „des Dicken“ als schwacher und lethargischer Herrscher. Nach Simon MacLean (2003) hingegen war nicht ein persönliches Versagen Karls oder seine Krankheit für seinen Sturz entscheidend, vielmehr lag die Ursache in strukturellen Mängeln eines zu wenig institutionalisierten Herrschaftsapparates; eine in den Quellen teils suggerierte lange vorbereitete Verschwörung von Adelskreisen sei ebenso unzutreffend. Achim Thomas Hack untersuchte 2009 das Itinerar des Königs, seine Bereitschaft zur konsensualen Herrschaft mit den Großen und die überlieferten Urkunden der letzten 13 Monate vor dem Sturz; dabei konnte er keine Beeinträchtigung der Herrschaftsausübung Karls feststellen.
Die ostfränkischen Großen brachten Arnolf aufgrund seines Alters und seiner politischen und militärischen Qualifikation größeres Vertrauen entgegen als dem um 876 geborenen Bernhard. Daher huldigten sie ihm als ihrem neuen König. Zeitgenössische Geschichtsschreiber sahen diesen Schritt als Zäsur an. Die bairische Fortsetzung der Fuldaer Annalen notierte, dass in „Europa“ viele Kleinkönige (reguli) hervortraten. Im Jahr 888 griffen gleich sechs nichtkarolingische Prätendenten nach dem Königtum: im Westfrankenreich der Robertiner Odo, in Hochburgund der Welfe Rudolf, in Italien Berengar von Friaul und Wido von Spoleto, in der Provence Ludwig III. und in Aquitanien Ramnulf von Poitiers. Sie alle außer Wido huldigten Arnolf, der sie seinerseits in ihren Machtbereichen anerkannte. Er erhob keine über das ostfränkische Reich hinausgehenden Herrschaftsansprüche.
Die verbliebenen Anhänger des Kaisers musste Arnolf teils gewaltsam unterwerfen, teils durch Drohungen, Ehrungen oder Zugeständnisse für sich gewinnen. Karls letzte Urkunde datiert vom 17. November, Arnolfs erste vom 27. November 887. Nach Hagen Keller fand die eigentliche Wahl Arnolfs erst Mitte Dezember 887 in Forchheim statt. Mit seiner Wahl in Forchheim begründete Arnolf die Tradition eines festen Orts der Königswahl. Er urkundete dort am 11. und 12. Dezember. Der gestürzte Karl starb allein und verlassen bereits am 13. Januar 888 im alemannischen Neudingen. Mit seiner faktischen Beschränkung auf das Ostfrankenreich machte Arnolf den Weg für die Etablierung nichtkarolingischer Herrschergeschlechter in den anderen Teilen des fränkischen Gesamtreichs frei. Anfang 888 empfing er in Regensburg die Großen aus Bayern, Ostfranken, Sachsen, Thüringen und Alemannien sowie zahlreiche Slawen. In der zweiten Jahreshälfte begann er allmählich, sich als unumstrittener Oberherr des Gesamtreichs zu inszenieren. Die von ihm akzeptierten reguli sollten seine eher formale Oberhoheit respektieren. Dadurch schaffte er es, „als anerkanntes Oberhaupt der Deszendenten Karls des Großen auf der Basis eines gesicherten Teilreichs […] eine lockere Suprematie über die anderen zu wahren, die sich nun ebenfalls Könige nannten“.
Bernhard, der uneheliche Sohn Karls des Dicken, lehnte sich 890 von Alemannien aus mit geistlichen und weltlichen Großen gegen Arnolf auf. Namentlich bekannte Teilnehmer dieses Aufstands sind Abt Bernhard von St. Gallen, ein Priester Isanrich und ein Udalrich, der Inhaber mehrerer alemannischer Grafschaften und Sohn eines nepos (Neffen) Ludwigs des Deutschen war. Die Erhebung wurde niedergeschlagen, Bernhards Anhänger verloren Ämter und teilweise ihren Besitz. Bernhard selbst konnte über Rätien nach Italien entkommen. Dort wurde er 891 vom rätischen Markgrafen Rudolf umgebracht.

### Herrschaftsstruktur und Herrschaftspraxis

#### Politik gegenüber weltlichen und geistlichen Großen
Die ältere verfassungsgeschichtliche Forschung sah seit dem 19. Jahrhundert die Karolinger an der Spitze eines hierarchisch auf die Person des Königs ausgerichteten Herrschaftsverbandes. Darin liegt aus heutiger Sicht eine Überschätzung der Macht des Königs, der nicht der allein dominierende Herrschaftsträger war. Vielmehr war es seine Aufgabe, durch Verfügungen und deren Umsetzung Ordnung in das komplizierte Herrschaftsgefüge zu bringen. Dem karolingischen König fehlte weitgehend ein institutioneller Herrschaftsapparat. Er musste die anderen Herrschaftsträger im Konsens zur Mitwirkung gewinnen („konsensuale Herrschaft“). Trotz regem schriftlichem und mündlichem Austausch über Boten konnten angesichts der Größe des Reichs und der schlechten Verkehrsbedingungen Probleme nur im persönlichen Zusammentreffen mit Beteiligung aller wichtigen Personen geklärt werden. In vertraulichen Gesprächen mit einer beschränkten Teilnehmerzahl wurde der Konsens erzeugt. Durch Geschenke, Versprechungen und Drohungen konnte der König diese Verhandlungen in seinem Sinne beeinflussen. Seine Anhänger musste er für treue Dienste belohnen. So ist von Arnolf eine hohe Anzahl an Schenkungsurkunden für bayerische Adlige überliefert. Mit der Herstellung von Konsens demonstrierte der Herrscher seine Integrationsfähigkeit. Die Gruppe von Adligen, die seine Entscheidungen mitbestimmte, war relativ klein. Von den 150 bis 200 geistlichen und weltlichen Amtsträgern des ostfränkischen Reiches war nur ein Bruchteil an wichtigen politischen Entscheidungen beteiligt. Die Beziehungsnetzwerke zum König waren dabei ständigen Wandlungen unterzogen. Ein dominierender Berater ist bei Arnolf nicht auszumachen. Liutward von Vercelli, der unter Karl III. eine außerordentliche Vertrauensstellung eingenommen hatte, spielte nach dessen Sturz keine Rolle mehr. Nur ein einziges Mal – im Sommer 888 – ist er bei Arnolf nachzuweisen, und dies in völlig unbedeutender Position. Der wohl engste Vertraute unter den weltlichen Großen war Luitpold von Bayern. Er wurde 893 zunächst Graf von Karantanien und übernahm dann eine führende Stellung im gesamten bayerischen Markengebiet.
Das Ostfränkische Reich bildete zwar den Machtbereich des Königs, war aber ebenso wie das Westreich nicht durch den Bezug auf seine Person oder auf das Karolingergeschlecht bestimmt. Nach dem Verständnis der Großen stellte ein Reich eine eigenständige Einheit dar, die letztlich der Verfügung der adligen Führungsschicht unterstand. Dieser stand es grundsätzlich zu, nicht nur einen Herrschersturz, sondern auch einen Dynastiewechsel herbeizuführen. Herrscherverlassungen und „Einladungen“ zur Herrschaftsübernahme kamen in spätkarolingischer Zeit nicht nur vereinzelt vor. Als im Jahr 888 westfränkische Große Arnolf die dortige Herrschaft anboten, da sie den karolingischen Thronerben wegen seiner Unmündigkeit nicht akzeptieren wollten, lehnte er ab. Stattdessen lud er den nichtkarolingischen Prätendenten Odo zu einer Zusammenkunft ein und schloss im August 888 ein Freundschaftsbündnis mit ihm. Im November 888 ließ sich Odo in Reims mit einer Krone, die er von Arnolf erhalten hatte, zum zweiten Mal zum westfränkischen König krönen, nachdem er schon im Februar im Anschluss an seine Königswahl gekrönt worden war.
Von Arnolfs 176 überlieferten Urkunden wurden 72 in den ersten beiden Regierungsjahren vom 27. November 887 bis zum 8. Dezember 889 ausgestellt. Bereits aus den ersten hundert Tagen (27. November 887 bis 23. Februar 888) sind 18 Königsurkunden überliefert. Von keinem anderen frühmittelalterlichen Herrscher ist eine so hohe Anzahl an Urkunden aus den ersten drei Monaten erhalten. Geoffrey Koziol meint, die bisherige Forschung habe die Bedeutung des karolingischen Urkundenwesens unterschätzt. Die Karolingerurkunden seien nicht als bloße Rechtsakte im Verwaltungshandeln zu betrachten, vielmehr seien sie als wichtige Akte der Herrschaftsrepräsentation und zentrale Medien der Machtsicherung zu würdigen. Bei der Herrschaftsnachfolge seien sie als Mittel der Legitimation bedeutsam gewesen. Sie hätten dem Aufbau von Beziehungen zu den Großen und den Klöstern des Reiches gedient. Insbesondere die ersten und die letzten Urkunden eines Königs seien für Legitimationsstiftung und -verlust wichtig gewesen.
Mit 27 Prozent ist der Anteil der weltlichen Empfänger deutlich höher als bei Ludwig dem Deutschen, Ludwig dem Jüngeren oder Karl III. Der durch Rebellion an die Herrschaft gekommene Arnolf versuchte, mit Hilfe zahlreicher Diplome für weltliche Empfänger deren Gunst zu erwerben. Besonders im Südosten des Reiches ist eine hohe Anzahl an Schenkungen für geistliche und weltliche Große aus seinem ersten Jahr überliefert. Dabei ist in den Arengen, den Einleitungen seiner Urkunden, ausdrücklich vom erwiesenen crebrum servicium (zahlreiche Dienste) oder obsequium (Gehorsam) der Begünstigten zu lesen.
Unter den Empfängern sind 130 Geistliche auszumachen. 53 Urkunden wurden für Klöster ausgestellt. Besonders begünstigt wurde St. Gallen mit sechs Urkunden; Reichenau und Fulda erhielten jeweils vier, Lorsch und Metten je drei. Corvey, Gandersheim, Prüm, St. Maximin bei Trier, St. Arnolf in Metz, Ötting und Kremsmünster wurden mit jeweils zwei Urkunden bedacht. Die Bischofskirchen und Bistümer bilden mit 37 Urkunden die zweite große Empfängergruppe. Zehn Urkunden gingen an Erzbischöfe und Bischöfe, 22 an einzelne Kirchen oder Kapellen. Arnolf stattete besonders kirchliche Institutionen außerhalb Bayerns aus, um sich ihre Unterstützung zu sichern. Ein Schwerpunkt lag hierbei auf Alemannien (St. Gallen und Reichenau) und Lothringen.
Arnolf war um ein Kräftegleichgewicht zwischen den einzelnen Interessengruppen im Reich bemüht. Zu Beginn seiner Herrschaft stützte er sich vor allem auf die Konradiner, die im östlichen Franken und Lothringen begütert waren. Höhepunkt dieser Politik, mit der Arnolf den Einfluss der Babenberger zurückdrängen wollte, war die Besetzung des Bistums Würzburg mit dem jüngsten Konradiner Rudolf. Dadurch stiegen die Konradiner zum mächtigsten Adelsgeschlecht des Reiches auf. Ihre massive Begünstigung seit 892 machte Arnolf allerdings ab etwa 895 teilweise rückgängig; sie mussten ihre nach Osten gerichteten Ambitionen zurückstellen.
Für eine enge Zusammenarbeit des Königs mit den Bischöfen waren die Synoden von besonderer Bedeutung. Zwischen 873 und 887 war trotz vielfältiger Bemühungen keine Bischofsversammlung zustande gekommen. Unter Arnolf stieg die Anzahl der Synoden und ihrer Beschlüsse; zu seiner Zeit tagten von 888 bis 895 sechs Synoden. Bei der Einberufung dieser Bischofsversammlungen kam dem König eine wichtige Rolle zu. Arnolf konnte sie zur Herrschaftsrepräsentation nutzen. Nach Wilfried Hartmann bemühten sich die Bischöfe spätestens ab 888 um ein gutes Verhältnis zu ihm. Den Höhepunkt seiner Autorität erreichte Arnolf im Jahr 895 auf der Synode von Trebur.

#### Itinerar und Zentralorte
Die Effizienz der Herrschaft hing wesentlich von der persönlichen Präsenz des Königs bei einer sehr kleinen Gruppe herausgehobener Herrschaftsträger ab. Um den für die Konsensbildung notwendigen Kontakt herzustellen, musste der König so oft wie möglich die persönliche Begegnung mit den Großen suchen. Bei einer zu langen Verweildauer an einem Ort drohte eine Entfremdung zwischen dem Herrscher und den Großen entfernter Regionen. So vermerkte der Regensburger Fortsetzer der Fuldaer Annalen kritisch, Arnolf habe sich zu lange in Regensburg aufgehalten. Die karolingischen Könige reisten vornehmlich von Pfalz zu Pfalz. Neben den aktuellen politischen Erfordernissen bestimmte auch der jeweilige Gesundheitszustand des Herrschers das Itinerar. Anders als seine Vorgänger verließ Arnolf das ostfränkische Reich nur für zwei Feldzüge gegen die Mährer (892 und 893) und seine beiden Italienzüge (894 und 895/96).
Unter Arnolf verschoben sich ab 888 die räumlichen Schwerpunkte im ostfränkischen Reich. Im von Karl III. bevorzugten Alemannien war Arnolf lediglich in den Anfangsjahren seiner Regierung anzutreffen. Nur auf dem Rückweg von Burgund im Frühjahr 894 hielt sich Arnolf noch einmal in Alemannien auf. Zentrale Bedeutung erhielt vor allem Bayern, der Herrschaftsschwerpunkt seines Vaters. Regensburg entwickelte sich unter Arnolf zu einem herausragenden Herrschaftszentrum. Dort wurde etwa ein Drittel seiner Urkunden ausgestellt. Als Versammlungsort trat es neben Rheinfranken. In Regensburg fanden vier Reichsversammlungen statt (887/888, 895, 897 und 899). In unmittelbarer Nähe zur Regensburger Abtei St. Emmeram begann Arnolf mit dem Bau einer neuen Königspfalz. Nach Peter Schmid hat Arnolf mit der Königspfalz, der Verehrung des heiligen Emmeram als Reichspatron und dem Bestreben, die Kirche des Heiligen als karolingische Grablege zu begründen, in Regensburg „einen ideellen Mittelpunkt seines Reichs schaffen wollen“. In Regensburg weilte er mit 22 Aufenthalten am häufigsten; er ist dort in jedem Jahr seiner Regierungszeit nachweisbar und machte die Stadt zum bevorzugten Ort seiner Herrschaft. Dreimal verbrachte er den Winter dort und sechsmal beging er dort das Osterfest. Mit deutlichem Abstand folgt Frankfurt mit 11 Aufenthalten. Im Gegensatz zu seinem Großvater Ludwig, dem als König neben Regensburg das Rhein-Main-Gebiet mit dem Zentrum Frankfurt gleich wichtig gewesen war, konzentrierte sich Arnolf vornehmlich auf Bayern. Allerdings titulierte er sich anders als sein Vater Karlmann nicht als rex Baiuvorum (König der Bayern).
Ein Vergleich der Urkundenpraxis des ostfränkischen Königs mit seinem Itinerar zeigt, dass sein Wirkensbereich im Hinblick auf seine persönlichen Kontakte keineswegs auf die politischen Zentrallandschaften begrenzt blieb. So besuchte er Sachsen lediglich einmal, doch kamen von dort kontinuierlich Bittsteller mit ihren Wünschen zu ihm nach Rheinfranken.

#### Zusammensetzung von Kanzlei und Hofkapelle

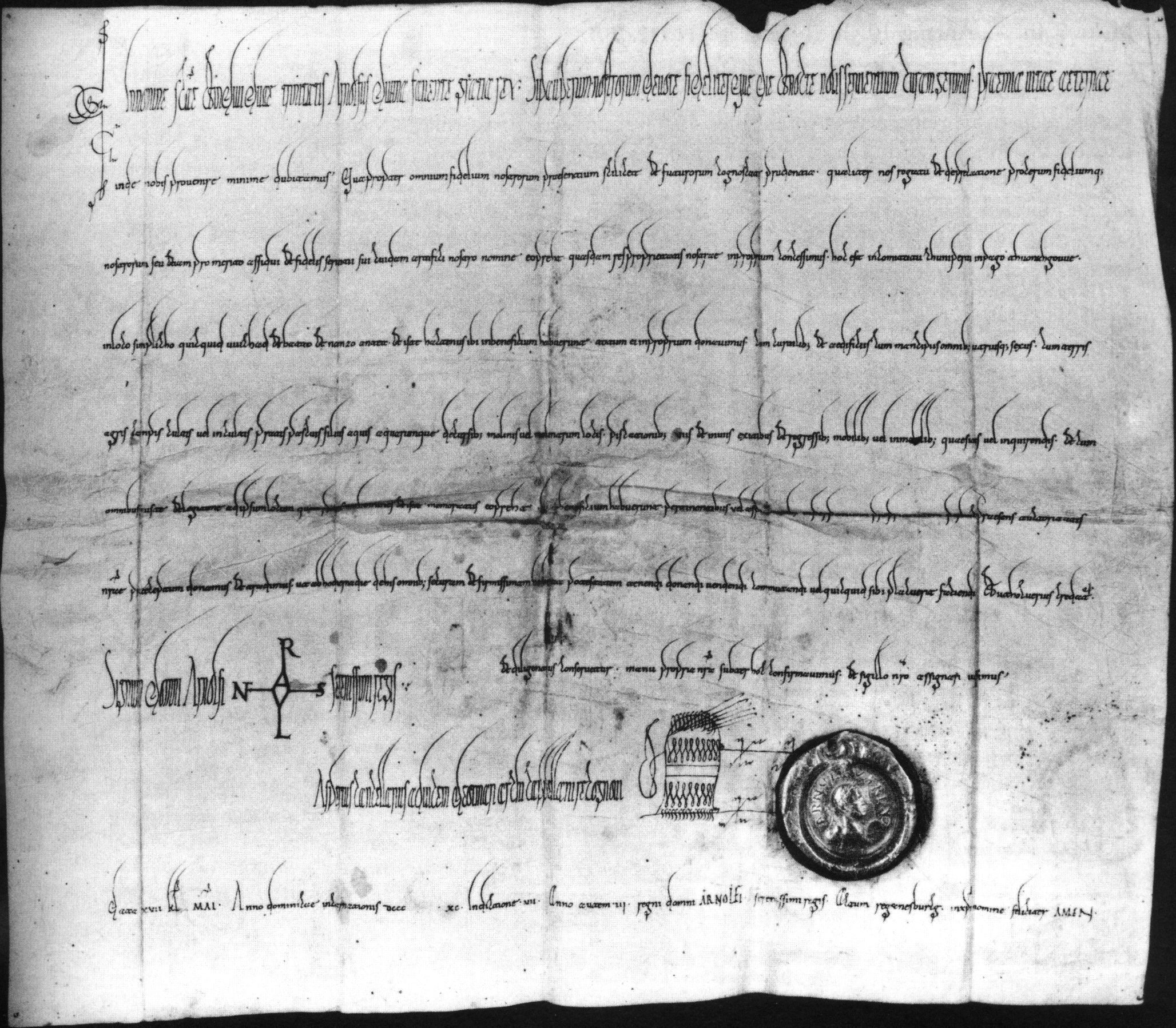
Eine Schenkungsurkunde Arnolfs, ausgestellt am 15. April 890 in Regensburg. München, Bayerisches Hauptstaatsarchiv, Kaiserselekt 73 =

Mit dem Sturz Karls III. verschwand auch dessen Kanzlei. Nach Mark Mersiowsky gab es „kaum Kontinuitäten von ihm zu Arnolf“. Arnolf konnte beim Sturz seines Vorgängers nicht auf eine eigene Kanzlei zurückgreifen. Ein Großteil der bei der Urkundenausstellung anfallenden Arbeit wurde daher an die Empfänger delegiert. Als Kanzleileiter nahm der Regensburger Diakon Aspert von 888 bis 891 großen Einfluss auf die Kanzleigeschäfte. Nach Asperts Ernennung zum Regensburger Bischof im Juli 891 erlangte der Notar Engilpero bis März 893 größere Bedeutung im Urkundenwesen. Das eigentliche Urkundengeschäft wurde in der Kanzlei von zahlreichen Gelegenheitsschreibern besorgt. Daher fiel die Gestaltung der Urkunden unterschiedlich aus. Die nach Arnolfs Kaiserkrönung ausgestellten Urkunden zeigen eine „imperiale Stilisierung“. Infolge seines Schlaganfalls 896 und seiner eiligen Rückkehr vom Romzug blieben die Änderungen allerdings langfristig gering.
Die Hofkapelle am Königshof war für die Seelsorge und für die Abhaltung von Gottesdiensten zuständig. Von Karl III. hatte Arnolf zahlreiche Hofgeistliche übernommen. Mehrere Angehörige der Hofkapelle wurden auf ostfränkische Bischofssitze befördert. Salomo wurde 890 Bischof von Konstanz und Abt von St. Gallen. Der Hofkapellan Hatto wurde 888 Abt von Reichenau und 891 Erzbischof von Mainz. Arnolf hob Personen in Führungspositionen, die ihm am Beginn seiner Herrschaft ferngestanden hatten. Dem Freisinger Bischof Waldo, dem Bruder Salomos, wurde 889 die schwäbische Abtei Kempten übertragen. Von solchen Erhebungen in geistliche Ämter versprach sich Arnolf Loyalität der Amtsträger und eine Bindung ihrer Familien an ihn als Herrscher. Hatto von Mainz und Waldo von Freising sind häufig in der Umgebung des Herrschers nachgewiesen. Sie begleiteten Arnolf bei seinem Italienzug Anfang 894 und auch bei dem zweiten Italienzug 895/96 zur Kaiserkrönung.

#### Normannen
Im Verlauf des 9. Jahrhunderts fielen wiederholt Normannen in das Frankenreich ein. So wurden 881 Maastricht, Tongern und Lüttich geplündert. Die wenigen Abwehrerfolge wurden vor allem von regionalen Kräften unter der Führung von Adligen und Bischöfen errungen, während Karl III. gegen die Normannen militärisch erfolglos blieb. Den Abzug der Invasoren von ihrem Stützpunkt Asselt (nördlich von Roermond) im Sommer 882 konnte Karl nur durch reiche Geschenke erreichen. Die Geschenke deuteten Zeitgenossen als Tributzahlungen und als Beweis für seine geringe Befähigung als Herrscher. An einem Feldzug Karls im Sommer 882 gegen die Normannen hatte Arnolf teilgenommen.
Im Sommer 891 zog Arnolf mit einem Heer zuerst nach Arras und anschließend nach Löwen und konnte mit seinem Sieg an der Dijle die Normannenüberfälle auf das Ostfrankenreich beenden. Die Normannen wandten sich daraufhin endgültig von seinem Teilreich ab und konzentrierten sich fortan auf das Westfrankenreich. Dadurch konnte sich der Norden von Arnolfs Reich festigen.

#### Feldzüge gegen die Mährer und Pakt mit den Ungarn

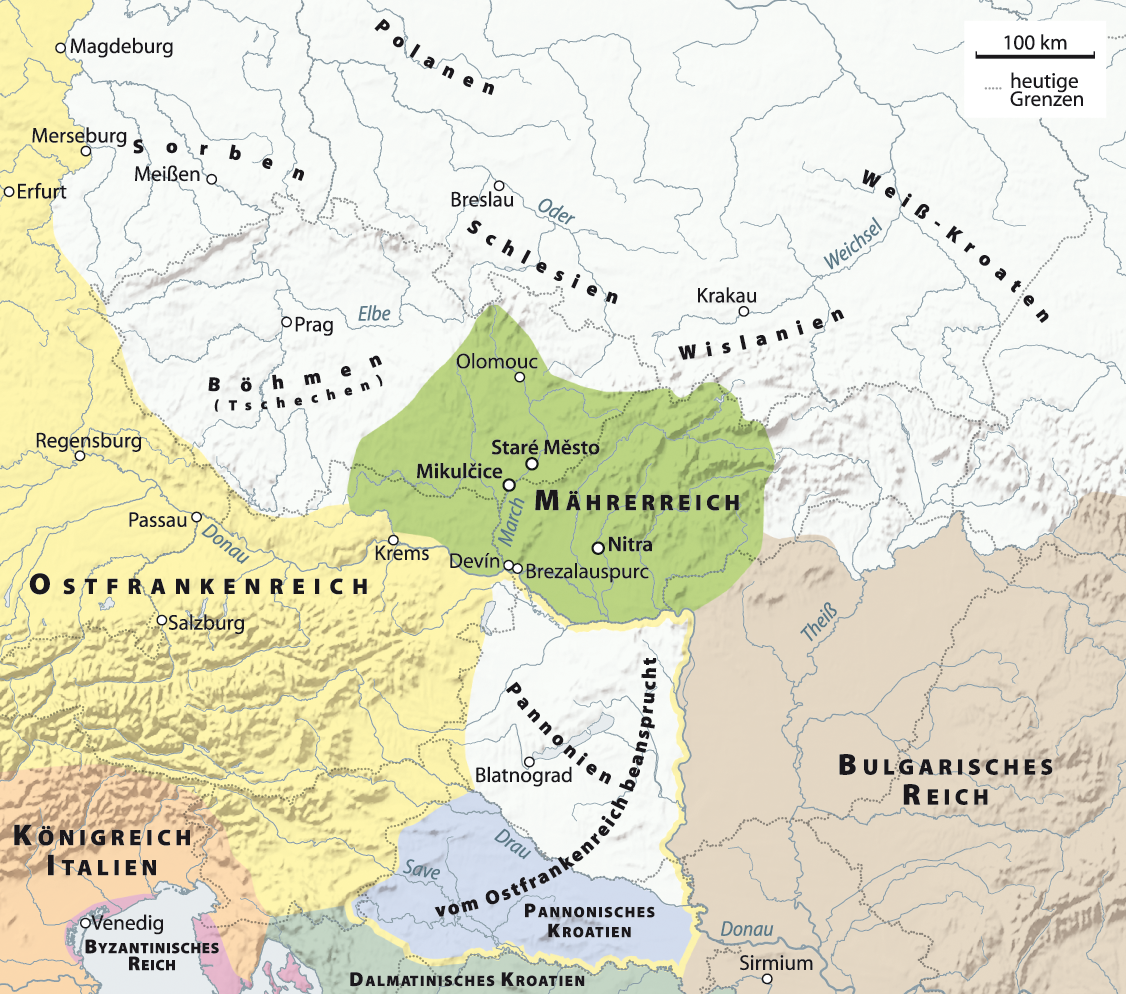
Ungefähre Grenzen Mährens unter der Herrschaft Moimirs I. (um 830–846)

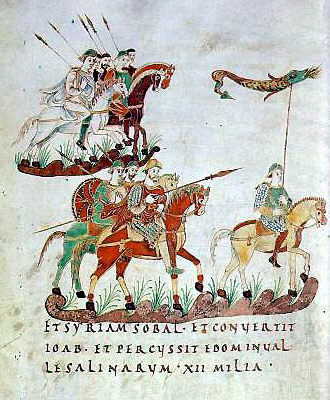
Karolingische Reiterei aus dem Psalterium aureum (St. Gallen, Stiftsbibliothek, Cod. 22, S. 140).

Die Mährer gehörten zu den gefährlichsten Gegnern des ostfränkischen Reiches in der zweiten Hälfte des 9. Jahrhunderts. Über Jahrzehnte versuchten die mährischen Herrscher Moimir, Rastislav und Svatopluk I. (Zwentibald), sich aus der fränkischen Oberherrschaft zu lösen und ein Königreich aufzubauen. Zu Konflikten kam es, da sich beide Seiten für Unterpannonien interessierten. In Forchheim konnte 874 ein Frieden des Ostfrankenreichs mit den Mährern geschlossen werden, der anscheinend zehn Jahre Bestand hatte; jedenfalls sind für diese Zeitspanne keine Kampfhandlungen überliefert. Bei seinem Herrschaftsantritt 876 in Karantanien und Pannonien unterhielt Arnolf gute Beziehungen zu dem Mährerfürsten Svatopluk, der schon um 870/71 die Taufpatenschaft von Arnolfs Sohn Zwentibold übernommen hatte. Nach seiner Königswahl war Arnolf zunächst an einem Frieden mit Svatopluk gelegen. Im Frühjahr 890 trat er ihm deshalb die Oberhoheit über Böhmen ab. Der 891 erneuerte Friedensvertrag hielt aber nur kurze Zeit. Arnolfs ruhmreicher Sieg über die Normannen ermöglichte es ihm, seine Königsherrschaft im ostfränkischen Reich zu konsolidieren und den Kampf gegen Svatopluk aufzunehmen. Er wollte seine Position im Osten stärken und verlorene Gebiete zurückerobern. Gegen das Mährerreich unternahm Arnolf im Sommer 892 und 893 Feldzüge. Nach Svatopluks Tod 894 konnte er mit dessen Söhnen Frieden schließen.
Bei den Kämpfen gegen die Mährer und auch im weit entfernten Italien griff Arnolf auf die Ungarn als Verbündete zurück. Man warf ihm daher später vor, er habe die Ungarn ins Frankenreich geholt und ganz Europa den ungarischen Plünderungszügen ausgeliefert. Diese Vorwürfe finden sich bei zeitgenössischen Autoren nicht, sie wurden erst mehrere Jahrzehnte später rückblickend erhoben. Heinz Dopsch konnte zeigen, dass die Ungarn beim Bündnisschluss 892 noch keine Nachbarn des Ostfränkischen Reiches waren und somit keine unmittelbare Gefahr bedeuteten. Bis zu Arnolfs Tod hielten sie sich an ihre Bündnisverpflichtungen, erst danach begannen ihre Plünderungszüge nördlich und südlich der Alpen.

#### Sachsen
Sachsen gehörte auch unter Arnolf zu den königsfernen Gebieten des Ostfrankenreiches. Arnolf hielt sich nur ein einziges Mal dort auf, als er es 889 zum Ausgangspunkt seines ersten größeren, aber glücklosen Feldzuges gegen die Abodriten machte. Auch Arnolfs Urkundentätigkeit kennzeichnet Sachsen als Peripherie. Von 176 ausgestellten Urkunden richtete Arnolf nur 12,5 Prozent an sächsische Empfänger. Das bedeute zwar bereits eine erhebliche Steigerung gegenüber den Verhältnissen unter Karl dem Großen oder Ludwig dem Frommen, unter deren Herrschaft Sachsen mit 0,91 bzw. 3,2 Prozent nur geringfügig bedacht worden war, blieb aber gleichwohl noch weit hinter den Beurkundungen für Adressaten in seinen Kernzonen Baiern und Franken zurück.
Dennoch blieb Sachsen auch im ausgehenden 9. Jahrhundert ein fester Bestandteil des Reiches. Adel und Episkopat in Sachsen erkannten Arnolfs Herrschaft an und suchten die Nähe des Königs. Die Bischöfe wurden vom König eingesetzt, erschienen auf den Reichsversammlungen und beteiligten sich an seinen Kriegszügen. Arnolf wiederum belohnte diese Treue. Dabei wurde kein anderer weltlicher Großer im Reich so üppig begünstigt wie der Graf Ekbert.
Nach den Forschungen Matthias Bechers lässt sich unter dem ostfränkischen König Arnolf in Sachsen noch keine Vormachtstellung des späteren Königshauses der Liudolfinger nachweisen. Stattdessen kämpften im 9. und zu Beginn des 10. Jahrhunderts noch verschiedene Adelsfamilien um die Vorherrschaft im östlichen Franken, in Sachsen und in Thüringen. Erst um das Jahr 900 setzte sich mit Otto dem Erlauchten ein Liudolfinger durch. Die Familie verfügte unter Arnolf im südöstlichen Sachsen und im nördlichen Thüringen bereits über hohes Ansehen und eine starke Position, was Arnolf dazu bewogen haben wird, seinen Sohn Zwentibold mit Ottos Tochter Oda zu verheiraten. Trotzdem war das Verhältnis Arnolfs zu Otto großen Schwankungen zwischen Distanz und Nähe unterworfen, denn der karolingische König förderte zeitweilig das Vordringen der mit den Babenbergern und Liudolfingern verfeindeten Konradiner nach Thüringen.

#### Lothringen
Lothringen war seit vielen Jahren herrschaftlich zersplittert. Den Sturz Karls III. versuchte der Welfe Rudolf zu nutzen, um dort die Herrschaft zu übernehmen. Daraufhin zog Arnolf von Rheinfranken ins Elsass. Die Kämpfe übernahm für ihn eine alemannische Heeresabteilung. Arnolf konnte sich Lothringen sichern, Rudolf wurde als König von Hochburgund anerkannt und bekam die westlichen Alpen und ihr Vorland als Herrschaftsgebiet zugesprochen. Von 895 bis 900 wurde Lothringen mit Arnolfs Sohn Zwentibold einem eigenen König unterstellt. Damit stand erstmals wieder ein Einzelner dem gesamten Regnum vor. In Lothringen erschien Arnolf seitdem nicht mehr. Angesichts des Fehlens von Urkunden für lothringische Empfänger nach Zwentibolds Herrschaftsantritt geht Johannes Fried von einem Desinteresse Arnolfs am Mittelreich aus.

#### Italien
In Italien kämpften ursprünglich fränkische, aber mittlerweile in Italien verwurzelte Familien mit den Karolingern um die Königswürde. Berengar von Friaul ließ sich Anfang 888 zum König von Italien krönen. Mit ihm konnte Arnolf eine Abmachung erzielen, doch ein anderer Prätendent, Wido von Spoleto, lehnte einen solchen Ausgleich ab. Der Einladung Papst Stephans V. zum Romzug kam Arnolf nicht nach. Daraufhin krönte der Papst Wido als ersten Nichtkarolinger zum Kaiser, und zu Ostern wurde Widos Sohn Lambert zum Mitkaiser erhoben.
Im Herbst 893 bat der Papst Arnolf um Hilfe gegen den Gewaltherrscher Wido. Daraufhin zog Arnolf Anfang 894 nach Italien. Er eroberte Bergamo und Pavia. Bei der Eroberung Bergamos erbeutete er einen „großen Schatz“. Zwar verschaffte er sich in ganz Oberitalien Ansehen, doch Ende April 894 verließ er Italien über Burgund schon wieder.
Im Oktober 895 zog Arnolf erneut über die Alpen. Angesichts des großen Heeres verzichtete König Berengar kampflos auf sein Reich und unterwarf sich bedingungslos. Doch im Februar 896 blieben Arnolf die Stadttore Roms verschlossen. Wegen der unerwarteten militärischen Herausforderung kam er mit dem ganzen Heer zu gemeinsamer Beratung zusammen. Das Heer legte daraufhin ein Treuegelöbnis ab und stimmte sich mit dem Ablegen der öffentlichen Beichte auf den Sturm der Stadtmauern ein. Noch am selben Tag begann die Eroberung. Nach heftigen Auseinandersetzungen um St. Peter konnte Arnolf am 22. Februar 896 von Papst Formosus zum Kaiser gekrönt werden. Der Widerstand gegen seine Herrschaft war jedoch noch nicht gebrochen. Arnolf befand sich auf dem Weg nach Spoleto, als er krankheitsbedingt Italien verlassen musste. Er reiste über Piacenza und den Brenner noch im Mai nach Bayern zurück. Seinen Sohn Ratold ließ er als Stellvertreter in Mailand zurück. Ratold fand jedoch keine Unterstützung und folgte Arnolf sehr bald nach Bayern. Arnolfs Rückzug und der Tod des Papstes im April 896 machten die begonnene Neugestaltung der Machtverhältnisse in Italien hinfällig.

### Familie
Arnolf hatte mit Zwentibold und Ratold zwei voreheliche Söhne, die vor 889 geboren waren. Außerdem hatte er von einer Frau namens Ellinrat eine gleichnamige Tochter. Der Name einer weiteren Tochter ist unbekannt. Anscheinend hatte er mindestens drei Konkubinen. Seine Heirat mit Oda wird nach allgemeiner Einschätzung der Forschung in das Jahr 888 oder kurze Zeit nach seiner Königserhebung datiert. Oda wird vielfach zu den Konradinern gezählt, da Arnolf und Ludwig das Kind in ihren Diplomen die Konradiner Konrad den Älteren, Konrad den Jüngeren und Eberhard als nepotes (Neffen) bezeichneten und Oda über den Hof Lahnstein verfügt hatte. Die Konradiner waren neben den Babenbergern eine der einflussreichsten ostfränkischen Familien. Diese Ehe sollte Arnolfs Herrschaft stärken. Aus ihr ging im Herbst 893 der einzige legitime Sohn Ludwig das Kind hervor. Ludwig galt seit seiner Geburt als der zukünftige Thronfolger. Die Benennung mit einem karolingischen Taufnamen im Unterschied zu seinen Brüdern macht dies deutlich. Trotz Ludwigs Geburt sollten aber auch Arnolfs uneheliche Söhne mit Königsherrschaften versehen werden. Zwentibold wurde König in Lothringen, für Ratold war anscheinend Italien als Herrschaftsbereich vorgesehen. Arnolf stattete seine Gemahlin Oda mit zahlreichen Fiskalgütern (aus dem eigentlichen Reichsbesitz) aus: Er schenkte ihr den Königshof in Velden an der Vils und ein weiteres Fiskalgut in Nierstein im Wormsgau. Auch Ellinrat beschenkte er mit Fiskalgut.
Arnolf feierte mit seiner Gemahlin das erste gemeinsame Weihnachten als wichtigen Akt königlicher Repräsentation und Herrschaftsausübung in Kärnten, und sie begleitete ihn auf den Romzug 895/96. Eine Krönung zur Kaiserin ist jedoch nicht ausdrücklich überliefert. An Arnolfs Feldzügen nach Mähren 893 und Italien 894 nahm sie nicht teil. Mit lediglich sechs Nennungen in den Urkunden Arnolfs scheint sie keinen besonderen Einfluss auf die Herrschaft ausgeübt zu haben.
Arnolfs Söhne Ratold und Ludwig das Kind blieben unverheiratet. Zwentibold ehelichte zu Ostern 897 die Liudolfingerin Oda, die sein Vater für ihn ausgesucht hatte. Die Gründe dafür sind nicht bekannt. Möglicherweise wollte Arnolf durch die Verbindung mit dieser einflussreichen Adelsfamilie das königsferne Sachsen enger an sich binden.

### Regelung der Nachfolge
Bereits kurz nach seinem Herrschaftsantritt hielt Arnolf Ende Mai 889 in Forchheim eine Versammlung ab, auf der über den Zustand des Reiches (de statu regni) beraten wurde. Dort wollte der König seine beiden illegitimen Söhne Zwentibold und Ratold als seine Nachfolger anerkennen lassen. Dies stieß aber bei den fränkischen und bayerischen Großen auf Bedenken. Nach den Fuldaer Annalen leisteten einige Franken den Schwur mit dem Vorbehalt, dass er nur gelten sollte, falls dem König kein legitimer Sohn geboren würde. Infolge der Geburt Ludwigs des Kindes scheiterte Arnolfs Versuch, im Juni 894 in Worms seinen erstgeborenen Sohn Zwentibold zum König von Lothringen zu machen. Die Gründe für diesen Fehlschlag sind nicht näher bekannt. Im Mai 895 hatte die Erhebung Zwentibolds zum König von „Burgund und dem ganzen lotharischen Reich“ (in Burgundia et omni Hlotharico) hingegen Erfolg. Ratold tritt in den Quellen neben der Nachfolgeregelung von 889 nur noch bei Arnolfs Rückreise von der Kaiserkrönung 896 hervor.

### Krankheit
Im Sommer 896 erlitt Arnolf kurz nach der Kaiserkrönung einen Schlaganfall, worauf er nach Bayern zurückkehrte; im August nahm er an einer Reichsversammlung in Forchheim teil. Dabei wäre er fast von einem einstürzenden Balkon erschlagen worden; bei frühmittelalterlichen Herrschern waren Unfälle durch einstürzende Gebäude keine Seltenheit. Wohl im November 896 empfing er in Regensburg eine Gesandtschaft des byzantinischen Kaisers Leo VI. In Altötting feierte er das Weihnachtsfest.
Sein gesundheitlicher Zustand scheint sich dann wieder verschlechtert zu haben. Den Winter 896/97 musste er in Bayern verbringen, nach einer Bemerkung der Fuldaer Annalen teils „an abgeschiedenen Orten“ (secretis locis). Ein solches Verhalten war für einen karolingischen Herrscher singulär. Möglicherweise wollte er seine Krankheit verbergen oder suchte die Ruhe zur Genesung. Am 8. Juni 897 sprach er in einer Urkunde für die Wormser Kirche das eigene Wohlergehen an. In der Urkunde drückte er seine Hoffnung aus, dass derartige Schenkungen auch „für die Gesundung unseres Körpers“ hilfreich seien.
Arnolfs Krankheit machte aktives Regierungshandeln zunehmend unmöglich. In Italien ließ man sich von seinen Rivalen Lambert und Berengar Urkunden ausstellen, nördlich der Alpen ging das Vertrauen in den Herrscher spürbar zurück. Die Anzahl der ausgestellten Königsdiplome nahm deutlich ab. Zugleich wuchs die Zahl der Urkundenintervenienten in dieser Phase erheblich. Traten in der Zeit vor Arnolfs Krankheit nur in etwa einem Drittel adlige Herrschaftsträger als Intervenienten auf, so war dies nach 896 in rund zwei Dritteln der Fall. Die Forschung hat daraus geschlossen, dass die Großen des Reiches in dieser Zeit ihre Machtposition erheblich ausbauen konnten. Timothy Reuter hat aus den Quellen eine gewisse Erholung des Kaisers für das Frühjahr 897 ausgemacht. Die Beschränkung im Itinerar und auch bei den Urkundenempfängern auf Bayern erklärt Reuter mit der damaligen militärischen Situation. Angesichts der angespannten Lage ließ Arnolf 897 die ostfränkischen Großen den Treueid auf seinen kleinen Sohn Ludwig schwören.
Ein zweiter Schlaganfall ereilte Arnolf im Frühjahr 899. Er wurde so bewegungsunfähig, dass er die Donaustrecke nur noch per Schiff und nicht zu Pferd zurücklegen konnte. Gegen seine Frau Oda wurde 899 der Vorwurf der Untreue erhoben. Die Ehebruchanklage konnte im Juni 899 in Regensburg durch 72 Eideshelfer entkräftet werden. Nach Johannes Fried konnten die Vorwürfe nicht ohne Zustimmung Arnolfs öffentlich verhandelt werden. Mit der öffentlichen Demütigung sollte, so Thilo Offergeld, Oda als Mutter des minderjährigen Königs für die künftigen Gespräche über die Thronfolge politisch aus der Verantwortung ausgeschlossen werden. Timothy Reuter hingegen erklärt die Ehebruchsanklage nicht mit der „politischen Ausschaltung“ der Königin, sondern sieht darin eine „ziemlich hysterische Abwehrmaßnahme angesichts der erneuten Gesundheitsverschlechterung Arnolfs“. Oda wurde anscheinend nicht verstoßen, denn sie intervenierte noch in der letzten Urkunde Arnolfs für das Stift Ötting. Etwa gleichzeitig mit dem Prozess gegen Oda erkrankte der Kaiser erneut. Man führte dies darauf zurück, dass ihm „etwas Schädliches“ (nocuum quoddam) gegeben worden sei. Drei der angeblichen Täter wurden verurteilt; Graman wurde in Ötting enthauptet, ein anderer Beschuldigter, der in den Quellen anonym bleibt, entkam nach Italien. Radpurc, die als führender Kopf des Komplotts galt, starb in Aibling am Galgen. Timothy Reuter sieht dahinter eine Anklage „mit Untertönen von Hexerei und schwarzer Magie“. Giftmischerei und Zauberei waren Vergehen, die man im mittelalterlichen Europa vor allem Frauen anlastete.
Anfang 899 versuchte die konradinische Sippe unter Führung Erzbischof Hattos von Mainz ohne den todkranken Kaiser in geheimen Verhandlungen in St. Goar die Anerkennung von Arnolfs minderjährigem Sohn Ludwig zu erreichen. Ziel war die Absetzung König Zwentibolds, denn dieser hätte als handlungsfähiger Herrscher den Einfluss der Konradiner auf den minderjährigen König Ludwig vermindert. Insgeheim einigte man sich auf ein Vorgehen gegen Zwentibold.
Der schwerkranke Kaiser belagerte in Mautern im Sommer 899 von einem Schiff aus den aufständischen Isanrich, den Sohn des Markgrafen Aribo. Isanrich hatte mit den Mährern paktiert und so das Eingreifen Arnolfs veranlasst. Zunächst konnte er gefangen genommen werden, jedoch entkam er und floh zu den Mährern. Von Mautern aus kehrte Arnolf nach Regensburg zurück. Die Stadt hat er bis zu seinem Tod nicht mehr verlassen.

### Tod und Nachfolge
Arnolf starb im Alter von etwa 50 Jahren nach mehreren Schlaganfällen am 8. Dezember 899. Die vor 1945 aufgestellte These einer Erbkrankheit der Karolinger, die für den Untergang der Dynastie verantwortlich sei, wurde von Achim Thomas Hack widerlegt. Der Todestag des Kaisers und seine Begräbnisstätte werden sehr unterschiedlich überliefert. Das Sterbedatum hat hohe Bedeutung für das liturgische Totengedächtnis. Auf der Reichenau galt der 14. Juli als Sterbetag Arnolfs, was Franz Fuchs auf eine Verwechslung mit dem gleichnamigen Bayernherzog zurückführt. Im Totenbuch von St. Maximin in Trier wurde des Kaisers am 17. August gedacht. Nach dem Bericht Reginos von Prüm zum Jahr 899 starb Arnolf am 29. November und wurde in Ötting (Altötting) begraben. Die meisten süddeutschen Nekrologien nennen den 8. Dezember; dieser Datierung schließt sich Franz Fuchs an. In St. Emmeram wurde vom Spätmittelalter bis zur Auflösung des Klosters der 27. November als Todestag Arnolfs begangen. Fuchs begründet dies damit, dass im entsprechenden Nekrolog das ursprüngliche Datum, der 8. Dezember, nachweislich durch Rasur getilgt und im 14. Jahrhundert an seiner Stelle der 27. November als der Todestag eingefügt wurde. Die Neuordnung der Arnolf-Memoria gehe auf Abt Albert von Schmidmühlen (1324–1358) zurück. Fuchs meint, Arnolf sei in St. Emmeram begraben worden, denn die gleichzeitige Aussage des bairischen Fortsetzers der Fuldaer Annalen sei aufgrund ihrer räumlichen Nähe glaubwürdiger. Außerdem wurde in Altötting nie auf den letzten ostfränkischen Kaiser und sein Grab Anspruch erhoben. Demnach wurde Arnolf wie andere ostfränkische Karolinger im nächstgelegenen altehrwürdigen Kloster beigesetzt.
Arnolfs Witwe Oda blieb offenbar ohne größeren Einfluss. Nach seinem Tod intervenierte sie nur einziges Mal in Ludwigs Diplomen. Mit Ötting ist nur einer ihrer Aufenthaltsorte nach Arnolfs Tod bekannt. Ihr Grab ist unbekannt geblieben.
Acht Wochen nach Arnolfs Tod wurde der sechsjährige Ludwig am 4. Februar 900 in Forchheim zum König gewählt und gekrönt. In Lothringen sagte sich 899/900 der Adel von Zwentibold los und schloss sich König Ludwig an. Im August 900 wurde Zwentibold in einer Schlacht an der Maas getötet. Ludwig das Kind stand unter dem Einfluss einer Adelsfraktion um Hatto von Mainz. Thilo Offergeld konnte in seiner Untersuchung über das Kinderkönigtum kein Anzeichen einer selbstständigen Herrschaftstätigkeit bei Ludwig ausmachen. Mit Ludwigs Tod am 24. September 911 endete die Herrschaft der Karolinger im Ostfrankenreich.

## Name
Arnolf wird heute durch den Beinamen „von Kärnten“ gekennzeichnet, weil sich sein Aufstieg in Karantanien vollzog und der Herrscher zeitlebens eine enge Bindung zu dieser Region hatte. Die Namensform Kärnten hat es im 9. und 10. Jahrhundert nicht gegeben. Das Gebiet hieß damals Karantanien. Im Verlauf des Hochmittelalters wandelte sich dieser Name zu Kärnten. In zeitgenössischen Quellen wird Arnolf mehrmals als Herzog von Karantanien bezeichnet. Die Salzburger Annalen nennen ihn auch Arnolf von Karantanien.
Der Name „Arnolf/Arnulf“ ist seit dem 5. Jahrhundert überliefert und bedeutet „Adlerwolf“. Der erste Namensträger bei den Karolingern, der heiliggesprochene Bischof Arnulf von Metz, war zugleich der Stammvater des Geschlechts.
In 90 Prozent der Urkunden des Königs kommt die Namensform „Arnolf“ vor, die Variante „Arnulf“ lediglich in sechs Prozent. Die anderen vier Prozent verwenden die Form „Arnolf“ in der Intitulatio und die Variante „Arnulf“ in der Subscriptio in der Signumzeile oder in der Datierung. Ein ähnlicher Befund ist auch in der Historiographie festzustellen. Bei Notker von St. Gallen findet sich die Namensform „Arnold“.
Die Diplomatiker Theodor von Sickel, Engelbert Mühlbacher und Paul Fridolin Kehr bevorzugten das urkundengerechtere Arnolf. In der Mitte des 20. Jahrhunderts war die Form „Arnulf“ vorherrschend. Seit dem Erscheinen von Rudolf Schieffers Karolingerbuch im Jahr 1992 und den seither erschienenen Untersuchungen überwiegt die Form „Arnolf“.

## Wirkung

### Frühmittelalter
Nach einer traditionellen Forschungsmeinung verliert die Schriftlichkeit seit Ludwig dem Deutschen generell an Bedeutung für die Herrschaftspraxis und als Kommunikationsmittel. Die Kapitularien als wichtige Dokumente für die Herrschaftsorganisation verschwinden aus dem ostfränkischen Reich und werden nicht anderweitig ersetzt. Entgegen dieser gängigen Sichtweise haben David Steward Bachrach und Bernard S. Bachrach in einer jüngeren Untersuchung gezeigt, dass sich die späten karolingischen Herrscher im Ostfrankenreich insbesondere zum Zwecke der Besteuerung intensiv auf schriftliche Dokumente stützten.
Von den ostfränkischen Karolingern sind kaum Selbstaussagen überliefert. Als eine der wenigen Quellenarten können die Diplome über ihr Selbstverständnis Auskunft geben. Diese sind allerdings von Kanzlisten, nicht von den Königen selbst formuliert. Dennoch bringen sie am ehesten das Selbstverständnis ihrer Aussteller zum Ausdruck. In den Einleitungen der Urkunden (Arengen) werden die Sorge für die Untergebenen und Getreuen sowie die Pflicht zur Großzügigkeit ihnen gegenüber hervorgehoben. Anders als Karl der Große und Ludwig der Fromme hatte Arnolf keinen zeitgenössischen Biografen.
Aus den zwölf Jahren von Arnolfs Herrschaftszeit sind 176 Urkunden überliefert. Das ergibt einen Durchschnitt von 14,8 Urkunden pro Jahr. Der Ausstoß ist damit für einen Karolinger relativ groß. So sind von Ludwig dem Deutschen aus 50 Regierungsjahren wenig mehr als vier Urkunden pro Jahr überliefert, von Karl dem Kahlen immerhin zwölf. Unter Arnolfs Nachfolger Ludwig dem Kind nimmt die Zahl der Diplome stark ab: Aus seinen zwölf Jahren liegen nur 77 Urkunden vor.

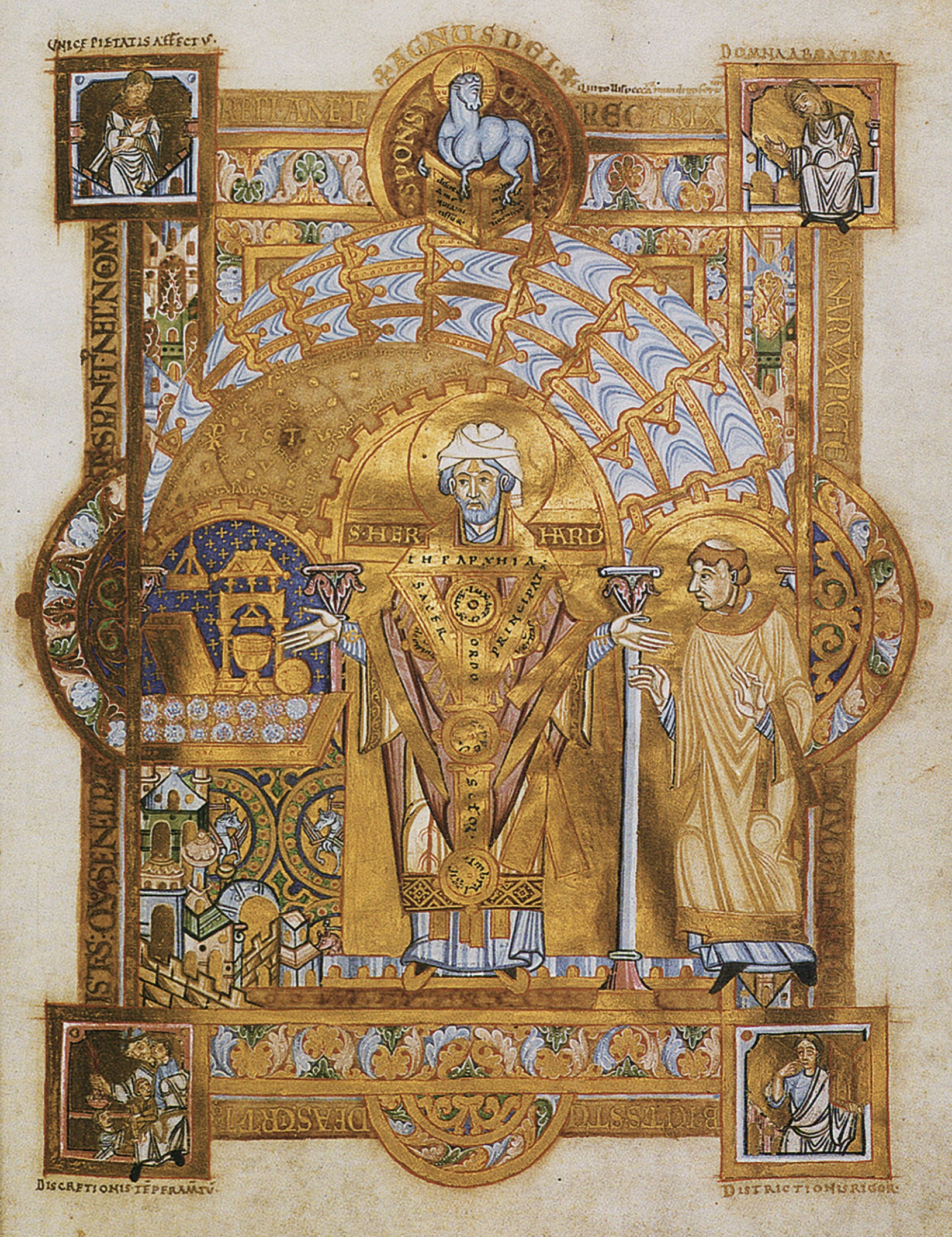
Der als Klostergründer bekannte, ursprünglich in Niedermünster bestattete Bischof Erhard von Regensburg zelebriert die Messe an dem vom Ziborium überhöhten Tragaltar. Uta-Codex. München, Bayerische Staatsbibliothek, Clm 13601, fol. 4r.

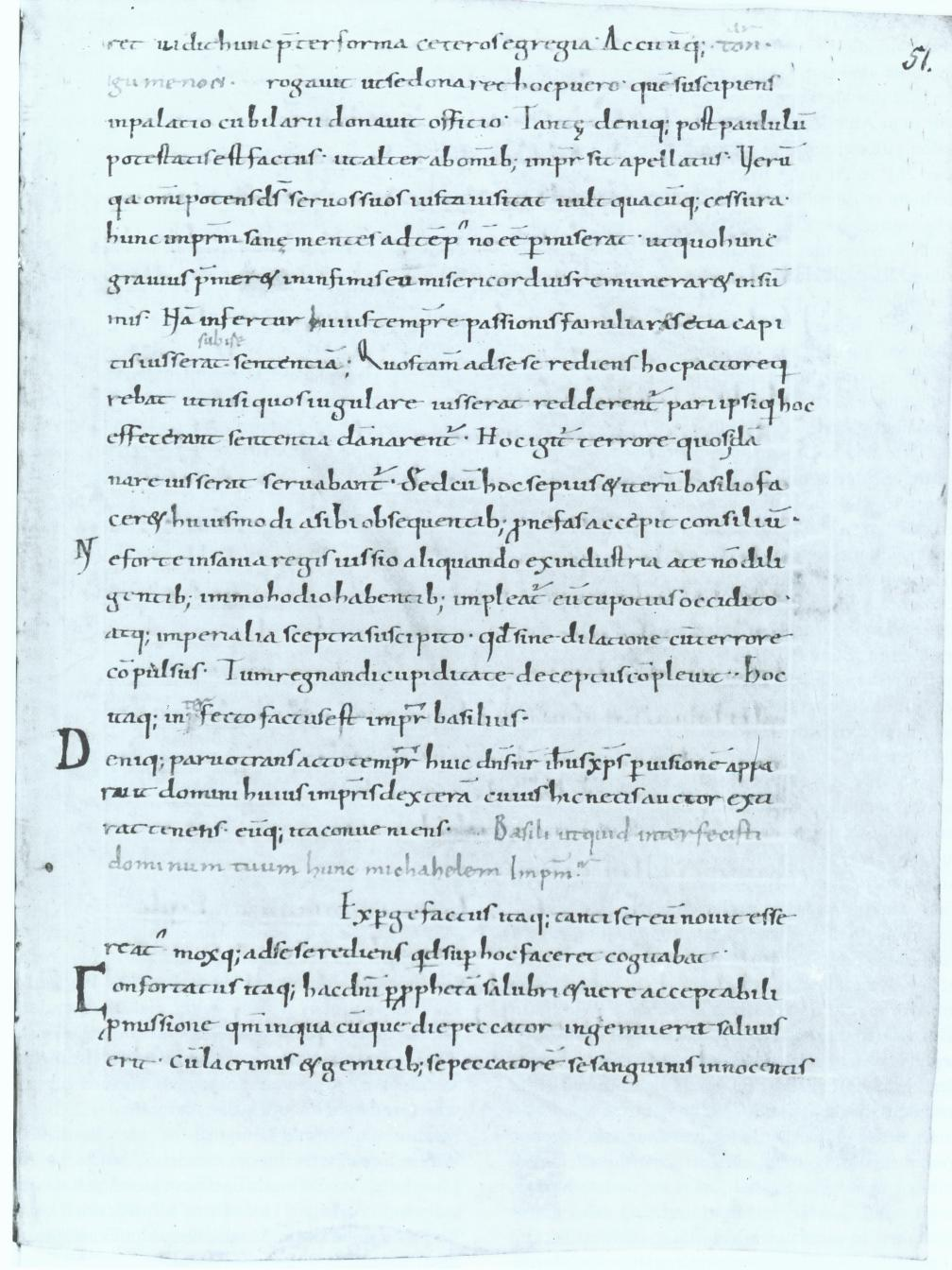
Liudprand von Cremona, Antapodosis (Ausschnitt aus Buch III, Kapitel 32–34) in einer oberitalienischen Handschrift der zweiten Hälfte des 10. Jahrhunderts: München, Bayerische Staatsbibliothek, Clm 6388, fol. 51r.

Das Jahr 887 wurde von der zeitgenössischen Historiographie als tiefer Einschnitt wahrgenommen. Der Hauptstrang der Fuldaer Annalen stellte mit dem Herrschaftsantritt Arnolfs die Berichterstattung ein. Der Tod Karls III. nur wenige Monate später wurde schon nicht mehr verzeichnet. Als wesentliche Informationsgrundlage für die Herrschaftszeit Arnolfs gilt aufgrund ihrer bayerischen Herkunft die sogenannte „Regensburger Fortsetzung“ der Fuldaer Annalen, die über die Zeit von 882 bis 897 bzw. 901/02 berichtet. Die Chronik Reginos von Prüm reicht von der Geburt Christi bis in das Jahr 906. Bei den Angaben dieses lothringischen Chronisten zur Herrschaft Arnolfs ist allerdings die räumliche Ferne und die mehr nach Westen ausgerichtete Darstellung zu berücksichtigen. Am Anfang der Herrschaftszeit Arnolfs entstand 888/89 das historiographische Gedicht eines unbekannten sächsischen Autors, der als Poeta Saxo bekannt ist. Dieser Dichter sprach Arnolf aufgrund der Namensgleichheit mit dem Ahnherrn des karolingischen Geschlechtes, Bischof Arnulf von Metz, besondere Herrscherqualitäten zu. Er hoffte auf eine lange Regierungszeit und erinnerte an Karl den Großen, der die Größe des Reiches verdoppelt habe.
Das Arnulf-Ziborium ist der einzige erhaltene frühmittelalterliche „Reisealtar“. Es gehört zu den bedeutenden Zeugnissen der spätkarolingischen Goldschmiedekunst. Eine Inschrift, die Arnolf als rex (König) bezeichnet, deutet auf Entstehung vor seiner Kaiserkrönung, also zwischen 887 und 896. Aufgrund der stilistischen Ausstattung wurde von der kunsthistorischen Forschung auch eine frühere Datierung um 870 diskutiert. Statt Arnolf wurde Karl der Kahle als Auftraggeber vermutet. Zweifelhaft bleibt weiterhin, ob die Stiftung dem Regensburger Emmeramskloster galt. Im frühen 11. Jahrhundert nahm die Memoria des Stifters einen Aufschwung. Das Ziborium wurde im so genannten Uta-Codex, einem für das Regensburger Damenstift Niedermünster gefertigten Evangelistar, zur Darstellung gebracht.
Etwa fünfzig Jahre nach Arnolfs Tod verfasste der italienische Geschichtsschreiber Liudprand von Cremona sein „Buch der Vergeltung“ (Liber antapodoseos). Das Werk führt bis in die achtziger Jahre des 9. Jahrhunderts zurück und behandelt damit auch ausführlich den letzten karolingischen Herrscher Arnolf von Kärnten. Für Liudprand ist Arnolf der typische Tyrann. Er vergewaltigt Nonnen, schändet Ehefrauen, profaniert Kirchen. In seiner Antapodosis widmet der Geschichtsschreiber Arnolfs Tod, den er für schändlich hält, ein eigenes Kapitel. Die schwere Krankheit des Kaisers wird als gerechte Vergeltung des himmlischen Richters für gottloses Handeln gedeutet. Arnolf sei durch Ungeziefer umgekommen; das sei die Strafe Gottes für die Herbeirufung der Ungarn.

### Hoch- und Spätmittelalter

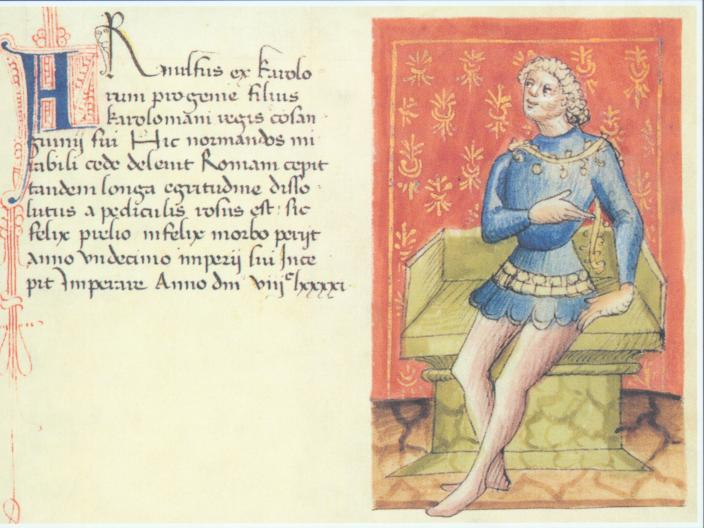
Spätmittelalterliches Porträt Kaiser Arnolfs in einer Handschrift des 1387 abgeschlossenen Liber Augustalis des Benvenuto da Imola: München, Bayerische Staatsbibliothek, clm 313, fol. 63r.

Liudprands Erzählung über Arnolfs schändlichen Tod durch Ungeziefer wurde in der spätmittelalterlichen Geschichtsschreibung durch Martin von Troppau, Vinzenz von Beauvais und Thomas Ebendorfer die gängige Sichtweise über seinen Tod. Nach dem 1387 vollendeten Liber Augustalis des Benvenuto da Imola wurde Arnolf bei lebendigem Leib von Läusen zerbissen. In St. Emmeram konnte man nicht an ein so furchtbares Ableben des frommen Kaisers glauben. Seit dem frühen 11. Jahrhundert wurde er von den dortigen Mönchen geradezu als zweiter Stifter ihres Klosters gefeiert. Dies führte dazu, dass der Verfasser der in der Mitte des 12. Jahrhunderts entstandenen mittelhochdeutschen Kaiserchronik Arnolf für einen Zeitgenossen des heiligen Emmeram hielt. Noch im frühen 17. Jahrhundert setzte sich der Kartäusermönch Franz Jeremias Grienewaldt mit großem Aufwand an Gelehrsamkeit mit Liudprands Schilderung von Arnolfs Tod auseinander. In St. Emmeram gedachte man Arnolfs jahrhundertelang an seinem Todestag. Die Totenfeiern endeten 1810 mit der Auflösung des Klosters.
Im ausgehenden 15. Jahrhundert hatte Andreas von Regensburg Arnolf zum „berühmtesten Herrscher Europas“ (Arnolfus regum Europe famoissimus) stilisiert. Das Urteil fand Anklang in der folgenden bayerischen Historiographie.

### Moderne

#### Forschungsgeschichte
Die Karolingerherrschaft im Ostfränkischen Reich wurde in der älteren Mittelalterforschung kaum als eigenständige Epoche wahrgenommen. Arnolfs Herrschaftszeit galt lange entweder als Verfallsepoche gegenüber der Zeit Karls des Großen oder als Vorgeschichte der Entstehung des „deutschen“ Reiches. Die erste biographische Darstellung veröffentlichte Maximilian von Gagern 1837 unter dem Titel Arnulfi imperatoris vita ex annalibus et diplomatis conscripta. Aufgrund ihres Detailreichtums ist die dreibändige Geschichte des Ostfränkischen Reiches (1887/88) von Ernst Dümmler nach wie vor unersetzt. Dümmler ging strikt chronologisch vor und wertete für jedes Jahr die schriftlichen Quellen umfassend aus. Die Ausführlichkeit seiner Darstellung mag ein Grund dafür gewesen sein, dass danach die Geschichtswissenschaft über hundert Jahre die zweite Hälfte des 9. Jahrhunderts kaum weiter erforscht hat. Dümmler hatte zuvor bereits seine Berliner Dissertation (De Arnulfo Francorum rege commentatio historica) aus dem Jahr 1853 Arnolf gewidmet.
Die deutsche Geschichtswissenschaft machte in der Zusammensetzung und Herkunft der Umstürzler von 887 ein deutsches Nationalgefühl aus. Martin Lintzel maß dem Jahr 887 große Bedeutung für die Anfänge der deutschen Geschichte zu. Lange wurde darüber diskutiert, ob die Initiative zur Absetzung Karls III. von Arnolf selbst oder vom Adel der ostfränkischen Stämme ausging. Walter Schlesinger wies 1941 in seinem Leipziger Habilitationsvortrag Kaiser Arnulf und die Entstehung des deutschen Staates dem Karolinger auf dem Weg von der fränkischen zur deutschen Geschichte eine wichtige Rolle zu. Nach Schlesinger konnte Arnolf auf der Basis seiner bescheidenen Ausgangsposition in Karantanien kaum von sich aus König werden. Die Großen werden in den Quellen deutlich als „Franken, Sachsen und Thüringer, dazu Bayern und Alemannen“ beschrieben. In Arnolfs Abwendung vom westfränkischen Reich und in der räumlichen Beschränkung der Macht sah Schlesinger „ein deutsches Volksbewusstsein“ entstehen. Die damalige Situation beschrieb er mit den Worten: „Ein deutsches Volksbewußtsein schickt sich an, einen deutschen Staat zu gestalten.“ Schlesinger wandte sich ausdrücklich gegen Gerd Tellenbach, der kurz zuvor eine andere Sichtweise von den Triebkräften vertreten hatte und nun auf Schlesingers Vortrag in der Historischen Zeitschrift reagierte. Auch Tellenbach sah im 9. Jahrhundert bereits „den deutschen Gedanken […] im Werden“. Er fasste Arnolf jedoch nicht als chancenlosen Außenseiter, sondern als erfolgreichen militärischen Anführer auf. Die Großen habe Arnolf erst durch seinen Vormarsch an den Rhein zur Abkehr von Karl III. bewegen können. Den Sachsen, Franken und Alemannen traute Tellenbach noch keine einheitliche oder gar gemeinsame Willensbildung zu; vielmehr ging er von einer nach und nach erfolgten Anerkennung Arnolfs „durch die Stämme oder Stammesangehörigen“ aus. In der weiteren Diskussion tendierte die Forschung eher zur Sichtweise Tellenbachs.
Seit den 1970er Jahren hat sich durch die Studien von Joachim Ehlers, Bernd Schneidmüller und Carlrichard Brühl über die Anfänge der deutschen und französischen Geschichte immer stärker die Sichtweise durchgesetzt, dass das „Deutsche Reich“ nicht durch ein einzelnes herausragendes Ereignis entstanden ist, sondern als Resultat einer im 9. Jahrhundert einsetzenden längerfristigen Entwicklung, die teilweise selbst im 11. und 12. Jahrhundert noch nicht abgeschlossen war. Damit ist zugleich Schlesingers These von der seit dem Ende des 9. Jahrhunderts wirkenden Dynamik eines frühen deutschen Volkstums überholt.
Am 8. Dezember 1999 jährte sich Arnolfs Todestag zum 1100. Mal. Zu diesem Anlass fand vom 9. bis 11. Dezember 1999 das wissenschaftliche Kolloquium Kaiser Arnolf und das ostfränkische Reich in Regensburg statt. Die 14 Tagungsbeiträge wurden mit zwei weiteren Aufsätzen von Franz Fuchs und Peter Schmid 2002 herausgegeben. Nach Rudolf Schieffer (2002) stand Arnolf nicht am Beginn der deutschen Geschichte und ist auch nicht „zu deren bewußten Wegbereitern“ zu zählen. Herwig Wolfram veröffentlichte 2024 eine biographische Skizze zum letzten Kaiser aus der Dynastie der Karolinger. Er charakterisierte Arnolf in seinem „Schlusswort“ als Herrscher des Übergangs und der Umgestaltung der karolingischen Welt, aber auch als Vorläufer eines bayerisch-slawisch-ungarischen Ostmitteleuropas.

#### Nachleben

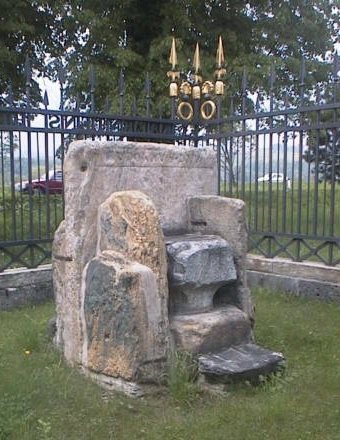
Der Herzogstuhl am Zollfeld

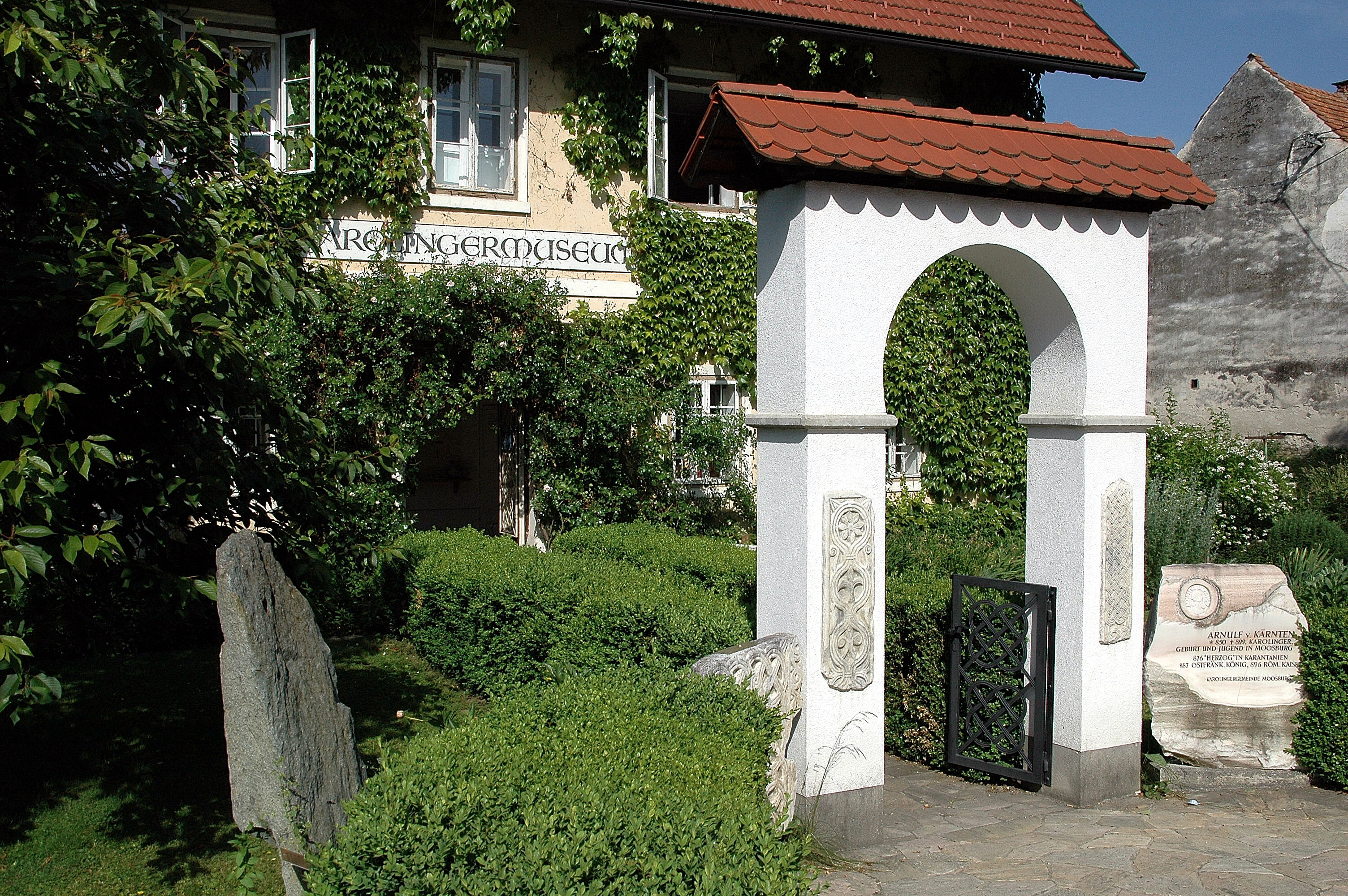
Karolinger-Museum in Moosburg

Die Kärntner Geschichtsschreibung führt den Herzogstuhl auf die Zeit Arnolfs von Kärnten zurück. Dieses bekannteste Denkmal des Landes steht noch heute auf dem Zollfeld. In der Kärntner Lokaltradition gilt Moosburg als der Geburtsort des karolingischen Herrschers. Dort richtete 1988 Robert Svetina ein Karolinger-Museum ein; 1992 wurde mit den Moosburger Heften eine „Zeitschrift für die Pflege der Erinnerung an Kaiser Arnulf von Kärnten“ begründet, und dort findet alljährlich im Juli das Kaiser-Arnulfs-Fest statt. In Klagenfurt führt der Platz vor dem Gebäude des Amts der Kärntner Landesregierung den Namen Arnulfplatz. In Deutschland trägt die 1958 erbaute Arnulf-Kaserne in Roding seinen Namen.